# Upproret mot Magnus Eriksson
Magnus Eriksson valdes 1319 vid Mora äng tre år gammal till kung. Han växte med andra ord upp med stormän som vande sig att ta beslut i hans ställe. Genom arv och annat skapade han ett rike som innefattade hela den skandinaviska halvön samt hela Finland. Men ekonomin blev svagare och svagare (samtidigt som riksdrotsen Bo Jonsson Grip blev rikare och rikare). Sveriges union med Norge var inte bara positiv, utan förde också problem med sig. Hålet i kassan var stort och mycket av riket var förpantat till Hansan och andra. Han förde krig mot ryssar och litauer. Han började även dra in gods till kronan.
Stormännen började bilda parti mot Magnus, och hans egen drots och släkting, riddaren Greger Magnusson (Läma), blev som huvudman för det aristokratiska partiet av konungen driven i landsflykt.

## Första upproret (år 1356-år 1359)

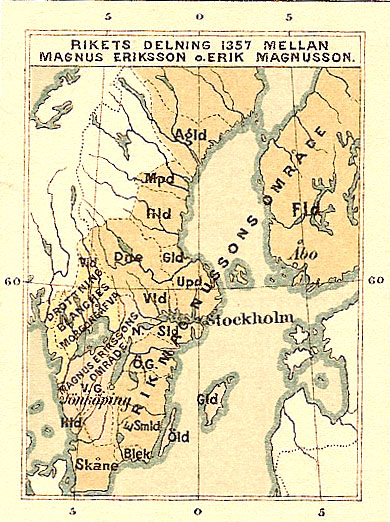
Karta över Magnus Erikssons och Erik Magnussons delning av riket 1357

Pesten bröt ut och svepte över landet. Birgitta kallade honom Magnus smek. Stormännen gjorde uppror, och de fick med sig Magnus son Erik som ledare, samt genom Heliga Birgitta stöd av Gud, sägs det. Magnus måste kapitulera, han fick dela riket mellan sig och sin son Erik i Novemberuppgörelsen den 22 november 1357. I och med denna tillföll även Södermanland, Västmanland, Dalarna, större delen av Uppland samt slottet Tre Kronor i Stockholm Erik och adeln fick en starkare ställning igen. Men det blev oroligheter i Skåne. Valdemar av Danmark blandade sig i, och det slutade med att Sverige förlorade Skåne igen och Valdemar angrep Gotland och Öland, som båda hade gamla och stora handelsplatser.
En grupp svenska stormän, missnöjda med Magnus Erikssons styre, sänder en delegation till Mecklenburg i norra Tyskland, vars härskare hertig Albrekt var gift med kung Magnus syster Eufemia Eriksdotter och erbjöd den svenska kungakronan till hans son, likaledes vid namn Albrekt.

## Andra upproret (år 1363-år 1364)
Magnus Erikssons son, Erik Magnusson dog, (modern Blanka av Namur anklagades för mordet) och han hade ej längre någon medregent, och han startar en ny revolt mot högfrälset. År 1363 dömdes ett antal svenska stormän landsflyktiga: enligt landslagen dömda förlustiga "jord, gods och liv" för att de "gjort försåt att konungen fånga eller döda". Konungen var Magnus Eriksson i Sverige, under de 10 eller 15 sista åren av hans regeringstid.
Med landsförvisningen följde för de drabbade förlusten av deras egendomar. Berövade hemvist och ägodelar flydde de tillsammans på en båt till Gotland, som då var danskt, och därifrån till Wismar i Tyskland.
De dömda och landsförvisade
- Nils Markusson, biskop i Linköping.
- Erik Karlsson (Örnfot), storman, godsägare.
- Erik Karlssons morbror Nils Turesson (Bielke). Tidigare kung Magnus drots, närmast något mellan stats- och justitieminister, samt lagman över Finland och innehavare av ett pantlän där.
- Bo Jonsson Grip, riksdrots och rikast i Sverige.
- Karl Ulvsson till Ulvåsa. Hans far är död. Ulf Gudmundsson till Ulvåsa var lagman i Närke, modern var  Birgitta Birgersdotter, barn till den berömde upplandslagmannen Birger Persson till Finsta. Sedan hon blivit änka hade hon ägnat sig åt fromma övningar och kristlig välgörenhet. Hon hade haft de märkligaste uppenbarelser, anses av många som ett Guds utvalda redskap i en ond tid, ja, rent av som en helig kvinna. Hon planerade att grunda ett kloster och hade redan samlat ansenliga medel för ändamålet. Redan 1346 skänkte kungen och drottningen betydande jordegendomar för det behjärtansvärda ändamålet, fast malisen ("elakt skvaller") nog ville göra gällande, att det mest var för att stämma det kring henne samlade betydande stormannapartiet till sin förmån. Det sades, att hon snart skall resa till påven för att få stadfästelse på sin klosterorden. Bo Jonsson lär vara litet släkt med henne.
- De övriga i sällskapet är också namnkunniga.

I Mecklenburg började de förhandla med hertig Albrekt. Han gick till slut med på att låta rådsaristokratin sitta med vid makten om de stödde hans maktövertagande i Sverige. Förbund slöts dessutom med flera hansestäder, och förhandlingar inleddes under försommaren med greve Henrik av Holstein, som innehade Kalmar län under kung Magnus överhöghet. Greve Henrik förmåddes att uppsäga kung Magnus sin tro och lydnad, och framåt slutet av augusti eller början av september kunde Nils Turesson anlända till Kalmar med en förtrupp. I början av november landsteg hertigen av Mecklenburg i Sverige tillsammans med återstoden av de svenska herrarna och greve Henrik samt deras invasionsarmé bestående av 1 600 man, riddare, väpnade och svenner. I det av tyskar dominerade Stockholm hade mecklenburgarna och deras allierade starkt stöd, och staden gav sig utan strid. Det var också i Mälardalen som många av de revolterande svenska högadelsmännen hade sina starkaste baser.
Under tiden försökte kungarna Magnus och Håkan stärka sina positioner inåt landet. Håkan uppehöll sig under hösten 1363 mest i Östergötland och ombesörjde byggnationerna på framför allt fästet Svaneholm i landskapets sydvästra del, som kom att utgöra en av de starkaste borgarna i det förestående kriget. Magnus tycks ha lett beredskapsarbetet i Västergötland och de västra delarna av Svealand, som ännu inte hade kommit i händerna på mecklenburgarna.
Den 18 februari 1364 utropades Albrekt den yngre till svensk kung vid Mora stenar av sina anhängare, och kröntes samma dag. Därefter inleddes mecklenburgarnas offensiv på allvar. Inom loppet av den följande månaden föll nästan alla av Magnus och Håkans fästen i Öst- och Mellansverige. Känd från det samtida brevmaterialet är erövringen av Sundby slott vid Hjälmaren, men på ett i Örebro den 14 mars av greve Henrik av Holstein utfärdat brev med information om invasionen till de allierade hansestäderna, konstaterar greven att enbart Svaneholm och Varberg återstår att erövra av fiendens slott. Senast den 20 mars inleddes också belägringen av Svaneholm, som så småningom intogs. Kung Håkan tycks ha överlåtit försvaret av borgen till någon annan, och drog sig personligen tillbaka till Jönköping. Hans far kung Magnus väntade samtidigt spänt på att fiendetrupper skulle nalkas i Västergötland. I april drabbades hans försvarslinje av ett olyckligt bakslag, då en eldsvåda förstörde delar av landskapets starkaste fäste Axvalla hus.
I slutet av april inleddes dock underhandlingar om stillestånd. Förberedande förhandlingar under försommaren följdes av ett fördrag i Jönköping i juli månad, under vilket de båda sidorna kom överens om en status quo-fred till nästa sommar, då nya förhandlingar skulle ta vid. Stilleståndet innebar att kung Albrekt kunde bege sig till Finland, där stödet för Magnus och Håkan fortfarande var stort. Trots att vapenvila officiellt nådde inledde Albrekt och Nils Turesson en belägring av Åbo slott under tidig höst 1364. Slottet intogs, men under belägringen stupade Nils Turesson. Kung Albrekt uppehöll sig i Finland resten av året, medan hans far höll ställningarna i Sverige jämte Karl Ulfsson, som utnämnts till marsk, och Bo Jonsson.
Inte heller kung Magnus och kung Håkan ämnade hålla stilleståndsavtalet tiden ut. De använde hösten och vintern till att rusta för en motoffensiv, och i februari 1365, när kung Albrekt fortfarande befann sig i Finland, tågade de mot Mälardalen med en här. Den 27 februari stod de i Arboga och uppmanade via en offentlig skrivelse alla stormän i Sverige att överge mecklenburgarna och åter sälla sig till deras rättmätiga kungar. Offensiven slutade dock i ett svårt nederlag för kungarnas del. Kung Albrekts anhängare med marsk Karl Ulfsson i spetsen mötte dem vid Gataskogen nära Enköping, en gammal gränsskog mellan Västmanland och Uppland. Slaget slutade med att kung Magnus tillfångatogs, och kung Håkan fick sårad retirera tillbaka till Västsverige och Norge.

## Tredje upproret (år 1371)
År 1371 gjorde den avsatte kung Magnus tillsammans med sin son Håkan Magnusson, en del svenskar som var honom trogna och en här av norrmän uppror mot Sverige. De mötte den svenska hären i slaget vid Enköping, varvid sonen Håkan flydde tillbaka till Norge och Magnus fängslades.
Magnus sattes i fängelse och Albrekt av Mecklenburg regerade, fast adeln hade honom i ett järngrepp och de styrde egentligen Sverige. Det var fortsatt oroligt, Norge fick stöd av Danmark mot Sverige som hade tyska Mecklenburgare i ryggen.
Redan samma år bröt nästa uppror ut, den här gången mot Albrekt av Mecklenburg, Upproret i Svealand.